# Girano
Girano è un singolo del rapper italiano Bresh, pubblicato Il 14 febbraio 2020 come quarto estratto dal primo album in studio Che io mi aiuti.

## Descrizione
Il brano ha visto la partecipazione del rapper genovese Izi. La produzione è stata curata da Garelli e Chris Nolan.

## Tracce
1. Girano (feat. Izi) – 3:34